# Список глав правительства Литвы
Список глав правительства Литвы включает руководителей правительства страны с момента создания в 1918 году Литовской Республики на оккупированной Германией территории Российской империи. Дополнительно включены правительства, которые формировались в XVIII и XIX веках в литовских землях в ходе крупных восстаний, провозглашавших восстановление национальной независимости, а также правительства Великого княжества Литовского периода наполеоновских войн.
В настоящее время правительство страны возглавляет Премьер-министр Литовской Республики (лит. Lietuvos Respublikos Ministras Pirmininkas), чьё положение в системе государственной власти определяет конституция, принятая в 1992 году. Кандидатура главы правительства выдвигается президентом на рассмотрение Сейма (парламента). После рассмотрения, с согласия парламента, премьер-министр назначается президентом, который поручает ему сформировать кабинет министров. Глава правительства председательствует на заседаниях кабмина, координирует и контролирует его деятельность, распределяет задачи между министрами. Премьер-министр также составляет программу деятельности правительства и представляет её на утверждение Сейму.
Использованная в первом столбце таблиц нумерация является условной; также условным является использование в первом столбце цветовой заливки, служащей для упрощения восприятия принадлежности лиц к различным политическим силам без необходимости обращения к столбцу, отражающему партийную принадлежность. Наряду с партийной принадлежностью, в столбце «Партия» также отражён беспартийный статус персоналий. В столбце «Выборы» отражены состоявшиеся выборные процедуры, сформировавшие состав парламента, утвердившего состав правительства или поддержавшего его. Для удобства список разделён на принятые в историографии периоды истории страны. Приведённые в преамбулах к каждому из разделов описания этих периодов призваны пояснить особенности её политической жизни.

## Война за независимость (1918—1920)
Война за независимость (в литовской историографии также Борьба за свободу) — период в современной истории Литвы, являвшийся серией из трёх вооружённых конфликтов. Первый начался после поражения Германии в Первой мировой войне, когда в декабре 1918 года вооружённые формирования РСФСР вторглись в Литву с целью установить там советскую власть и вернуть контроль над регионом, утраченным по итогам Брестского мира с Германией, и завершился в августе 1919 года отступлением РККА из-за угрозы со стороны прогерманской белогвардейской Западной добровольческой армии (ЗДА) Павла Бермондта-Авалова. Второй конфликт развернулся на севере страны, когда в июле 1919 года части ЗДА (бермондтовцы), дислоцированные в Латвии, перешли границу и захватили северную часть Литвы, но были выбиты оттуда и к декабрю покинули территорию республики.
Наконец, третий конфликт являлся польско-литовской войной, начавшейся в апреле 1919 года с вторжения Польши в Восточную Литву и захватом её столицы — Вильно. При посредничестве Антанты польское наступление было остановлено, с установлением 26 июля демаркационной линией («линия Фоша»). Однако начавшиеся на фоне советско-польской войны 7 мая 1920 года переговоры между Литвой и РСФСР, заключённый 12 июля в Москве мирный договор с признанием последней независимости Литвы, последующее занятие 27 августа литовской армией Вильно и Сувалкии (находившейся после проведения 8 декабря 1919 года «линии Керзона» под польской оккупацией), а Советской Россией северо-восточной Польши, были расценены Польшей как союз двух государств в войне против неё, в связи с чем польские войска начали 22 сентября наступление в Сувалкии, отбросив оттуда литовские части за линию Керзона и вынудив РСФСР вывести войска из северо-восточной Польши. Хотя в Сувалках 7 октября было подписано соглашение о перемирии, 9 октября в Восточной Литве польский генерал Люциан Желиговский поднял «мятеж» и 12 октября провозгласил в Вильно пропольское марионеточное государство — Срединную Литву, которая вела боевые действия с Литовской Республикой до 21 ноября 1920 года.

### Государственный совет (1918—1920)
На фоне Февральской революции в России германские оккупационные власти в Литве обратились к национальным лидерам с предложением отделиться от России и присоединиться к Германии на автономной основе. В ответ литовские лидеры заявили немцам о необходимости «посоветоваться с народом». Так, 18—22 сентября 1917 года в Вильно прошла Литовская конференция, на которой была выдвинута идея о необходимости создать суверенное литовское государство, построенное на демократических принципах. Для осуществления этой цели 24 сентября был избран представительный орган — Совет Литвы (Литовская Тариба), который под давлением германских властей 11 декабря принял декларацию, открывавшую путь к присоединению оккупированных литовских земель к Германии. Декларация не нашла поддержки среди литовского населения, и 16 февраля 1918 года Совет издал Акт о независимости Литовской Республики (лит. Lietuvos Respublika), который, однако, был запрещён германскими властями, признавшими независимость Литвы 23 марта на основе декларации от 11 декабря 1917 года и начавшими подготовку к аннексии территории Литвы. Пытаясь воспрепятствовать этому, Совет (переименованный 11 июля 1918 года в Государственный) объявил Литву королевством и пригласил занять трон герцога Вильгельма фон Ураха, который так и не прибыл в страну. 2 ноября на фоне поражения Германии в Первой мировой войне Государственный совет отменил решение о создании королевства, отозвал приглашение монарха и принял первую временную конституцию.

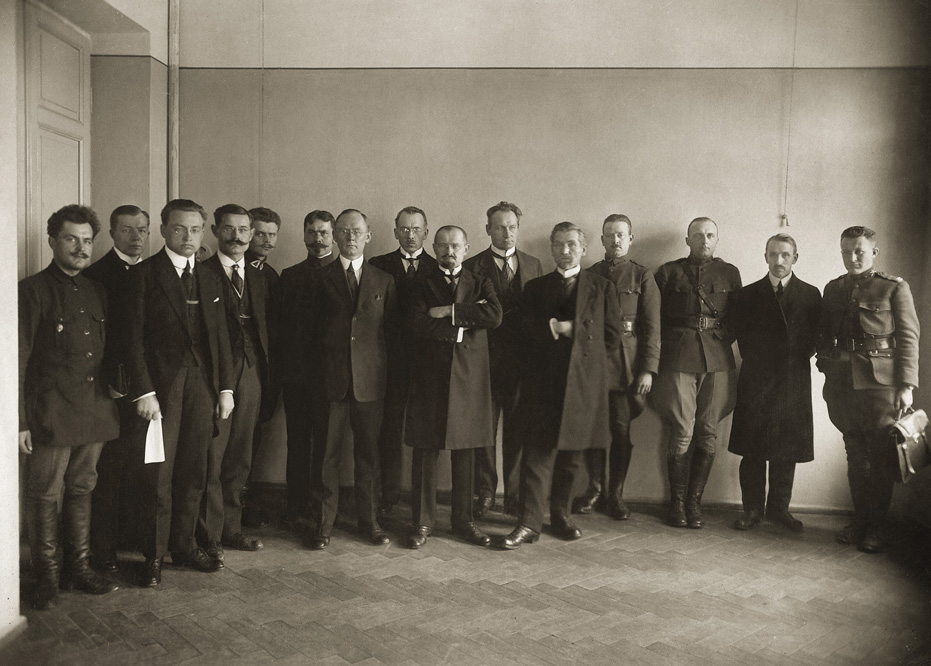
Правительство Пранаса Довидайтиса, весна 1919 года

11 ноября 1918 года Государственным советом был сформирован подотчётный ему кабинет министров под руководством Аугустинаса Вольдемараса. К концу 1918 года под давлением оппозиции кабинет Вольдемараса распался, и 26 декабря был сформирован новый кабинет левой ориентации во главе с социал-демократом Миколасом Слежявичюсом. В начале 1919 года правительство пережило ряд кризисов, вызванных не только положением на фронте (Литва вела освободительную войну с соседними государствами), но и трениями с Государственным советом, где большинство составляли консерваторы и христианские демократы. 4 апреля разрозненным политическим силам удалось достигнуть компромисса при помощи принятия новой временной конституции, вводившей пост президента государства, которым был избран лидер Партии национального конгресса Антанас Сметона. Согласно конституции Государственный совет продолжал исполнять полномочия высшего законодательного органа до избрания и начала работы Учредительного сейма в мае 1920 года.
|        | Портрет | Имя (годы жизни)                                              | Полномочия      | Полномочия      | Партия                                       | Пр.   |
| Начало | Портрет | Имя (годы жизни)                                              | Окончание       |                 | Партия                                       | Пр.   |
| ------ | ------- | ------------------------------------------------------------- | --------------- | --------------- | -------------------------------------------- | ----- |
| 1 (I)  |         | Аугустинас Вольдемарас (1883—1942) лит. Augustinas Voldemaras | 11 ноября 1918  | 26 декабря 1918 | Партия национального прогресса               | [ 3 ] |
| 2 (I)  |         | Миколас Слежявичюс (1882—1939) лит. Mykolas Sleževičius       | 26 декабря 1918 | 12 марта 1919   | Литовский крестьянский союз                  | [ 4 ] |
| 3      |         | Пранас Довидайтис (1886—1942) лит. Pranas Dovydaitis          | 12 марта 1919   | 12 апреля 1919  | Литовская христианско-демократическая партия | [ 5 ] |
| 2 (II) |         | Миколас Слежявичюс (1882—1939) лит. Mykolas Sleževičius       | 12 апреля 1919  | 7 октября 1919  | Литовский крестьянский союз                  | [ 4 ] |
| 4 (I)  |         | Эрнестас Галванаускас (1882—1967) лит. Ernestas Galvanauskas  | 7 октября 1919  | 19 июня 1920    | беспартийный                                 | [ 6 ] |

### Литовская Советская Республика (1918—1919)
В ноябре 1918 года на фоне поражения Германии в Первой мировой войне РСФСР денонсировала Брест-Литовский мирный договор, признававший отторжение прибалтийских земель от России, после чего РККА вошла на территорию Литвы. 8 декабря на занятой Красной армией территории в Вильно было сформировано Временное революционное рабоче-крестьянское правительство Литвы во главе с Винцасом Мицкявичюсом-Капсукасом, провозгласившее 16 декабря Литовскую Советскую Республику (лит. Lietuvos Tarybų Respublika), альтернативную государству Тарибы и признанную РСФСР 22 декабря. В конце декабря польская армия заняла Вильно, советское правительство переехало в Двинск. Однако уже 5 января 1919 года советские войска вошли в Вильно и в течение месяца продвигались вглубь страны, заняв более половины территории Литовской Республики.
16 января 1919 года в Москве было принято решение объединить Советские Литву и Белоруссию в единое государство — Литовско-Белорусскую ССР («Литбел»). 27 февраля в Вильно прошёл объединённый съезд Коммунистической партии Литвы и Белоруссии, созданы единые Центральный исполнительный комитет (под руководством Казимира Циховского) и Совет народных комиссаров (вновь под председательством Мицкявичюса-Капсукаса), сформирована Литовско-Белорусская армия (путём реорганизации Западной армии РККА). Литбел служил буфером между Польшей и Россией. В апреле польские войска перешли в наступление, заняли Вильно и продолжали продвигаться по территории Литбела. К концу августа страна де-факто перестала существовать. 11 сентября правительство РСФСР предложило Тарибе начать переговоры, которые откладывались из-за опасности нападения белых формирований (бермондтовцев), вытесненных из Литвы к декабрю. 12 июля 1920 года в Москве был заключён мирный договор между Литовской Республикой и РСФСР, последняя признавала независимость Литвы.
|        | Портрет | Имя (годы жизни)                                                                                               | Полномочия      | Полномочия      | Партия                                      | Наименование должности | Пр.   |
| Начало | Портрет | Имя (годы жизни)                                                                                               | Окончание       |                 | Партия                                      | Наименование должности | Пр.   |
| ------ | ------- | --- | --------------- | --------------- | ------------------------------------------- | --- | ----- |
|        |         | Винцас Мицкявичюс-Капсукас (1880—1935) лит. Vincas Mickevičius-Kapsukas (Викентий Семёнович Мицкевич-Капсукас) | 16 декабря 1918 | 27 февраля 1919 | Коммунистическая партия (большевиков) Литвы | Председатель Временного революционного рабоче-крестьянского правительства Литвы лит. Laikinosios Revoliucinės Lietuvos Darbininkų ir Vargingųjų Valstiečių Valdžios Pirmininkas | [ 7 ] |

## Литовская Республика (до 1940)
Государственный совет Литвы, являвшийся представительным и законодательным органом власти в республике, просуществовал до марта 1920 года, после чего его полномочия перешли к избранному в апреле Учредительному сейму, начавшему работу 15 мая и утвердившему 2 июня новую временную конституцию. В 1922 году был принят земельный закон, перераспределявший крупные владения, в основном польских землевладельцев, вводилась национальная валюта — лит. Принятая 1 августа 1922 года постоянная конституция утвердила основы демократического государственного устройства Литвы, согласно которым законодательным органом страны становился Сейм; Учредительный сейм, выполнивший свою основную функцию (выработку конституции), распустился.
На выборах Сейма III созыва в мае 1926 года христианские демократы впервые не набрали парламентское большинство, перешедшее к левым партиям. Новое левоцентристское правительство стало проводить радикальные реформы: отменено военное положение, объявлена политическая амнистия, упразднялась цензура, расширялись права национальных меньшинств, готовилось отделение церкви от государства. Однако уже 17 декабря в стране произошёл военный переворот, власть перешла к правым, отменившим все реформы свергнутого правительства. В апреле 1927 года распущен Сейм, а введённая 11 февраля 1928 года конституция освободила институт президентства от власти парламента. В 1936 году запрещена деятельность всех политических партий, кроме правящего Литовского националистического союза, учреждён однопартийный Сейм. В 1938 году принята новая конституция, утвердившая в стране авторитарный режим Антанаса Сметоны.
После похода Красной армии на Польшу в сентябре 1939 года и занятия ею половины территории страны между Литвой и СССР 10 октября был подписан договор о взаимной помощи, по которому город Вильно с прилегающей к нему областью были переданы последним в состав Литвы. Правительство СССР, опасаясь втягивания Литвы во Вторую мировую войну на стороне нацистской Германии, решило осуществить превентивные меры. 25 мая 1940 года СССР обвинил Литву в формальном нарушении договора о взаимной помощи, и 14 июня председатель СНК Вячеслав Молотов вручил литовскому министру иностранных дел ультимативное требование о введении в Литву советских войск. На следующий день правительство Литвы приняло условия ультиматума; президент, выступавший против советских требований, покинул страну. В тот же день части РККА вступили на территорию Литвы. 16 июня было объявлено о формировании просоветского Народного правительства во главе с Юстасом Палецкисом, который 17 июня стал временным главой государства. В процессе советизации Литвы был избран Народный сейм, который на своём первом заседании 21 июля провозгласил создание Литовской Советской Социалистической Республики и направил просьбу принять страну в состав СССР.
Курсивом и серым цветом выделены даты начала и окончания полномочий лиц, временно замещавших премьер-министров в период исполнения ими обязанностей президента Литвы.
|           | Портрет         | Имя (годы жизни)                                                  | Полномочия       | Полномочия       | Партия                                      | Выборы                                       | Пр.    |
| Начало    | Портрет         | Имя (годы жизни)                                                  | Окончание        |                  | Партия                                      | Выборы                                       | Пр.    |
| --------- | --------------- | ----------------------------------------------------------------- | ---------------- | ---------------- | ------------------------------------------- | -------------------------------------------- | ------ |
| 5         |                 | Казис Гринюс (1866—1950) лит. Kazys Grinius                       | 19 июня 1920     | 2 февраля 1922   | Социал-демократическая партия Литвы         | 1920                                         | [ 8 ]  |
| 4 (II—V)  |                 | Эрнестас Галванаускас (1882—1967) лит. Ernestas Galvanauskas      | 2 февраля 1922   | 22 февраля 1923  | беспартийный                                | 1920                                         | [ 6 ]  |
| 4 (II—V)  | 22 февраля 1923 | Эрнестас Галванаускас (1882—1967) лит. Ernestas Galvanauskas      | 28 июня 1923     | 1922             | беспартийный                                |                                              | [ 6 ]  |
| 4 (II—V)  | 28 июня 1923    | Эрнестас Галванаускас (1882—1967) лит. Ernestas Galvanauskas      | 18 июня 1924     | 1923             | беспартийный                                |                                              | [ 6 ]  |
| 6         |                 | Антанас Туменас (1880—1946) лит. Antanas Tumėnas                  | 18 июня 1924     | 1923             | 4 февраля 1925                              | Литовская христианско-демократическая партия | [ 9 ]  |
| 7         |                 | Витаутас Пятрулис (1890—1942) лит. Vytautas Petrulis              | 4 февраля 1925   | 1923             | 25 сентября 1925                            | Литовская христианско-демократическая партия | [ 10 ] |
| 8         |                 | Ляонас Бистрас (1890—1971) лит. Leonas Bistras                    | 25 сентября 1925 | 1923             | 15 июня 1926                                | Литовская христианско-демократическая партия | [ 11 ] |
| 2 (III)   |                 | Миколас Слежявичюс (1882—1939) лит. Mykolas Sleževičius           | 15 июня 1926     | 17 декабря 1926  | Литовский народный союз крестьян            | 1926                                         | [ 4 ]  |
| 1 (II)    |                 | Аугустинас Вольдемарас (1883—1942) лит. Augustinas Voldemaras     | 17 декабря 1926  | 23 сентября 1929 | Литовский националистический союз           | [ комм. 4 ]                                  | [ 3 ]  |
| 9 (I—III) |                 | Юозас Тубялис (1882—1939) лит. Juozas Tūbelis                     | 23 сентября 1929 | 12 июня 1934     | Литовский националистический союз           | [ комм. 5 ]                                  | [ 12 ] |
| 9 (I—III) | 12 июня 1934    | Юозас Тубялис (1882—1939) лит. Juozas Tūbelis                     | 6 сентября 1935  |                  | Литовский националистический союз           | [ комм. 5 ]                                  | [ 12 ] |
| 9 (I—III) | 6 сентября 1935 | Юозас Тубялис (1882—1939) лит. Juozas Tūbelis                     | 24 марта 1938    |                  | Литовский националистический союз           | [ комм. 5 ]                                  | [ 12 ] |
| 10 (I—II) |                 | Владас Миронас (1880—1954) лит. Vladas Mironas                    | 24 марта 1938    | 5 декабря 1938   | Литовский националистический союз           | 1936                                         | [ 13 ] |
| 10 (I—II) | 5 декабря 1938  | Владас Миронас (1880—1954) лит. Vladas Mironas                    | 28 марта 1939    |                  | Литовский националистический союз           | 1936                                         | [ 13 ] |
| 11        |                 | Йонас Чернюс (1898—1977) лит. Jonas Černius                       | 28 марта 1939    | 21 ноября 1939   | Литовский националистический союз           | 1936                                         | [ 14 ] |
| 12        |                 | Антанас Меркис (1887—1955) лит. Antanas Merkys                    | 21 ноября 1939   | 17 июня 1940     | Литовский националистический союз           | 1936                                         | [ 15 ] |
| и. о.     |                 | Казис Бизаускас (1893—1941) лит. Kazys Bizauskas                  | 15 июня 1940     | 17 июня 1940     | Литовский националистический союз           | [ комм. 6 ]                                  | [ 16 ] |
| 13        |                 | Юстас Палецкис (1899—1980) лит. Justas Paleckis                   | 17 июня 1940     | 21 июля 1940     | Коммунистическая партия (большевиков) Литвы | [ комм. 7 ]                                  | [ 17 ] |
| и. о.     |                 | Винцас Креве-Мицкявичюс (1882—1954) лит. Vincas Krėvė-Mickevičius | 17 июня 1940     | 21 июля 1940     | беспартийный                                | [ комм. 6 ]                                  | [ 18 ] |

## Литовская ССР (1940—1990) в составе СССР
После ввода 15 июня 1940 года в Литву подразделений Красной Армии и назначения 16 июня просоветского правительства, 14 и 15 июля были проведены выборы в Народный сейм (лит. Liaudies Seimas), в которых участвовал единый и единственный список «Союз трудового народа» (лит. Darbo liaudies sąjunga).
На своём первом заседании 21 июля 1940 года Народный сейм провозгласил Литовскую Советскую Социалистическую Республику (лит. Lietuvos Tarybų Socialistinė Respublika) и направил просьбу принять страну в состав СССР. 3 августа Литва вошла в состав СССР как одна из союзных республик, 25 августа была принята новая конституция (по образцу Конституции СССР), утверждён новый высший орган исполнительной власти — Совет народных комиссаров Литовской ССР (лит. Lietuvos TSR Liaudies Komisarų Taryba), в который было преобразовано Народное правительство. С июня 1941 года по июль 1944 года, в период немецкой оккупации Литвы, СНК и его органы работали в эвакуации в Москве. В 1946 году в ходе реорганизации исполнительных органов в СССР и союзных республиках Совет народных комиссаров был переименован в Совет министров (лит. Ministrų Taryba).
11 марта 1990 года Верховный Совет Литовской ССР принял «Акт о восстановлении независимости Литовского государства», по которому восстанавливались наименование страны «Литовская Республика» (лит. Lietuvos Respublika) и конституция 1938 года.
Курсивом и серым цветом выделены даты начала и окончания полномочий Винцаса Креве-Мицкявичюса, временно замещавшего председателя Народного правительства в период исполнения им обязанностей президента Литвы.
|           | Портрет       | Имя (годы жизни) | Полномочия           | Полномочия | Партия                                                       | Наименование должности | Пр.    |
| Начало    | Портрет       | Имя (годы жизни) | Окончание            | | Партия                                                       | Наименование должности | Пр.    |
| --------- | ------------- | --- | -------------------- | --- | ------------------------------------------------------------ | --- | ------ |
| (13)      |               | Юстас Палецкис (1899—1980) лит. Justas Paleckis (Юстас Игнович Палецкис)                                                | 21 июля 1940         | 25 августа 1940 | Коммунистическая партия (большевиков) Литвы                  | Председатель Народного правительства Литовской Советской Социалистической Республики лит. Lietuvos Tarybų Socialistinės Respublikos Liaudies Vyriausybės Pirmininkas                                       | [ 17 ] |
| (и. о.)   |               | Винцас Креве-Мицкявичюс (1882—1954) лит. Vincas Krėvė-Mickevičius (Винцас Юозович Креве-Мицкявичюс)                     | 21 июля 1940         | 25 августа 1940 | беспартийный                                                 | Заместитель Председателя Народного правительства Литовской Советской Социалистической Республики лит. Lietuvos Tarybų Socialistinės Respublikos Liaudies Vyriausybės Pirmininko Pavaduotojas               | [ 18 ] |
| 14 (I—II) |               | Мечисловас Гедвилас (1901—1981) лит. Mečislovas Gedvilas (Мечисловас Александрович Гедвилас)                            | 25 августа 1940      | 25 марта 1946 | Коммунистическая партия (большевиков) Литвы                  | Председатель Совета народных комиссаров Литовской Советской Социалистической Республики лит. Lietuvos Tarybų Socialistinės Respublikos Liaudies Komisarų Tarybos Pirmininkas                               | [ 19 ] |
| 14 (I—II) | 25 марта 1946 | Мечисловас Гедвилас (1901—1981) лит. Mečislovas Gedvilas (Мечисловас Александрович Гедвилас)                            | 16 января 1956       | Председатель Совета министров Литовской Советской Социалистической Республики лит. Lietuvos Tarybų Socialistinės Respublikos Ministrų Tarybos Pirmininkas | Коммунистическая партия (большевиков) Литвы                  | | [ 19 ] |
| 15        |               | Мотеюс Шумаускас (1905—1982) лит. Motiejus Šumauskas (Мотеюс Юозович Шумаускас)                                         | 16 января 1956       | Председатель Совета министров Литовской Советской Социалистической Республики лит. Lietuvos Tarybų Socialistinės Respublikos Ministrų Tarybos Pirmininkas | 14 апреля 1967                                               | Коммунистическая партия Литвы | [ 20 ] |
| 16        |               | Юозас Манюшис (1910—1987) лит. Juozas Maniušis (Иосиф Антонович Манюшис)                                                | 14 апреля 1967       | Председатель Совета министров Литовской Советской Социалистической Республики лит. Lietuvos Tarybų Socialistinės Respublikos Ministrų Tarybos Pirmininkas | 16 января 1981                                               | Коммунистическая партия Литвы | [ 21 ] |
| 17        |               | Рингаудас-Бронисловас Сонгайла (1929—2019) лит. Ringaudas Bronislovas Songaila (Рингаудас-Бронисловас Игнович Сонгайла) | 16 января 1981       | Председатель Совета министров Литовской Советской Социалистической Республики лит. Lietuvos Tarybų Socialistinės Respublikos Ministrų Tarybos Pirmininkas | 18 ноября 1985                                               | Коммунистическая партия Литвы | [ 22 ] |
| 18        |               | Витаутас Сакалаускас (1933—2001) лит. Vytautas Sakalauskas (Витаутас Владович Сакалаускас)                              | 18 ноября 1985       | Председатель Совета министров Литовской Советской Социалистической Республики лит. Lietuvos Tarybų Socialistinės Respublikos Ministrų Tarybos Pirmininkas | 11 марта 1990                                                | Коммунистическая партия Литвы | [ 23 ] |
| и. о.     |               | Казимира Дануте Прунскене (1943—) лит. Kazimira Danutė Prunskienė (Казимира Дануте Прановна Прунскене)                  | 11 марта 1990 (часы) | 11 марта 1990 (часы) | беспартийная (поддержана Литовским движением за перестройку) | Исполняющий обязанности Председателя Совета министров Литовской Советской Социалистической Республики лит. Laikinai einanti pareigas Lietuvos Tarybų Socialistinės Respublikos Ministrų Tarybos Pirmininkė | [ 24 ] |

## После восстановления независимости (с 1990)
11 марта 1990 года Верховный Совет Литовской ССР принял «Акт о восстановлении независимости Литовского государства», по которому восстанавливались суверенитет и наименование страны — Литовская Республика (лит. Lietuvos Respublika). 6 сентября 1991 года независимость Литвы признал Государственный совет СССР. 2 ноября 1992 года вступила в силу новая конституция, восстановившая посты Президента Республики (лит. Respublikos Prezidentas) как главы государства и Премьер-министра (лит. Ministras Pirmininkas) как главы правительства (при этом до созыва 25 ноября нового Сейма фактически высшими государственными полномочиями продолжал обладать реорганизованный Верховный Совет Литовской Республики (лит. Lietuvos Respublikos Aukščiausioji Taryba) во главе с его председателем, которым остался Витаутас Ландсбергис).
|         | Портрет                                                               | Имя (годы жизни)                                                                | Полномочия      | Полномочия      | Партия | Выборы | Кабинет        | Пр.    |
| Начало  | Портрет                                                               | Имя (годы жизни)                                                                | Окончание       |                 | Партия | Выборы | Кабинет        | Пр.    |
| ------- | --------------------------------------------------------------------- | ------------------------------------------------------------------------------- | --------------- | --------------- | --- | --- | -------------- | ------ |
| (и. о.) |                                                                       | Казимира Дануте Прунскене (1943—) лит. Kazimira Danutė Prunskienė               | 11 марта 1990   | 17 марта 1990   | беспартийный поддержан Литовским движением за перестройку | 1990 | [ комм. 12 ]   | [ 24 ] |
| 19      | 17 марта 1990                                                         | Казимира Дануте Прунскене (1943—) лит. Kazimira Danutė Prunskienė               | 10 января 1991  | Прунскене       | беспартийный поддержан Литовским движением за перестройку | 1990 |                | [ 24 ] |
| 20      |                                                                       | Альбертас Шименас (1950—) лит. Albertas Šimėnas                                 | 10 января 1991  | 13 января 1991  | беспартийный поддержан Литовским движением за перестройку | 1990 | Шименас        | [ 25 ] |
| 21 (I)  |                                                                       | Гедиминас Вагнорюс (1957—) лит. Gediminas Vagnorius                             | 13 января 1991  | 21 июля 1992    | беспартийный поддержан Литовским движением за перестройку | 1990 | Вагнорюс (I)   | [ 26 ] |
| 22      |                                                                       | Александрас Альгирдас Абишала (1955—) лит. Aleksandras Algirdas Abišala         | 21 июля 1992    | 17 декабря 1992 | беспартийный поддержан Литовским движением за перестройку | 1990 | Абишала        | [ 27 ] |
| 23      |                                                                       | Бронисловас Лубис (1938—2011) лит. Bronislovas Lubys                            | 17 декабря 1992 | 31 марта 1993   | беспартийный поддержан Демократической партией труда Литвы | 1992 | Лубис          | [ 28 ] |
| 24      |                                                                       | Адольфас Шляжявичюс (1948—2022) лит. Adolfas Šleževičius                        | 31 марта 1993   | 8 февраля 1996  | Демократическая партия труда Литвы | 1992 | Шляжявичюс     | [ 29 ] |
| и. о.   |                                                                       | Лауринас Миндаугас Станкявичюс (1935—2017) лит. Laurynas Mindaugas Stankevičius | 8 февраля 1996  | 19 марта 1996   | Демократическая партия труда Литвы | 1992 | Шляжявичюс     | [ 30 ] |
| 25      | 19 марта 1996                                                         | Лауринас Миндаугас Станкявичюс (1935—2017) лит. Laurynas Mindaugas Stankevičius | 10 декабря 1996 | Станкявичюс     | Демократическая партия труда Литвы | 1992 |                | [ 30 ] |
| 21 (II) |                                                                       | Гедиминас Вагнорюс (1957—) лит. Gediminas Vagnorius                             | 10 декабря 1996 | 4 мая 1999      | Союз Отечества (Консерваторы Литвы) в коалиции с Союзом Центра Литвы, Литовской христианско-демократической партией и Демократической партией труда Литвы                                                                | 1996 | Вагнорюс (II)  | [ 26 ] |
| и. о.   |                                                                       | Ирена Дягутене (1949—) лит. Irena Degutienė                                     | 4 мая 1999      | 10 июня 1999    | Союз Отечества (Консерваторы Литвы) в коалиции с Союзом Центра Литвы, Литовской христианско-демократической партией и Демократической партией труда Литвы                                                                | 1996 | Вагнорюс (II)  | [ 31 ] |
| 26 (I)  |                                                                       | Роландас Паксас (1956—) лит. Rolandas Paksas                                    | 10 июня 1999    | 27 октября 1999 | Союз Отечества (Консерваторы Литвы) в коалиции с Союзом Центра Литвы и Литовской христианско-демократической партией | 1996 | Паксас (I)     | [ 32 ] |
| и. о.   |                                                                       | Ирена Дягутене (1949—) лит. Irena Degutienė                                     | 27 октября 1999 | 11 ноября 1999  | Союз Отечества (Консерваторы Литвы) в коалиции с Союзом Центра Литвы и Литовской христианско-демократической партией | 1996 | Паксас (I)     | [ 31 ] |
| 27 (I)  |                                                                       | Андрюс Кубилюс (1956—) лит. Andrius Kubilius                                    | 11 ноября 1999  | 19 октября 2000 | Союз Отечества (Консерваторы Литвы) в коалиции с Союзом Центра Литвы и Литовской христианско-демократической партией | 1996 | Кубилюс (I)    | [ 33 ] |
| и. о.   | 19 октября 2000                                                       | Андрюс Кубилюс (1956—) лит. Andrius Kubilius                                    | 9 ноября 2000   | 2000            | Союз Отечества (Консерваторы Литвы) в коалиции с Союзом Центра Литвы и Литовской христианско-демократической партией | | Кубилюс (I)    | [ 33 ] |
| 26 (II) |                                                                       | Роландас Паксас (1956—) лит. Rolandas Paksas                                    | 9 ноября 2000   | 2000            | 20 июня 2001 | Союз либералов Литвы в коалиции с Новым союзом (социал-либералы) | Паксас (II)    | [ 32 ] |
| и. о.   |                                                                       | Эугениюс Гентвилас (1960—) лит. Eugenijus Gentvilas                             | 20 июня 2001    | 2000            | 12 июля 2001 | Союз либералов Литвы в коалиции с Новым союзом (социал-либералы) | Паксас (II)    | [ 34 ] |
| 28 (I)  |                                                                       | Альгирдас Миколас Бразаускас (1932—2010) лит. Algirdas Mykolas Brazauskas       | 12 июля 2001    | 2000            | 15 ноября 2004 | Социал-демократическая партия Литвы в коалиции с Новым союзом (социал-либералы)                                                                                              | Бразаускас (I) | [ 35 ] |
| и. о.   | 15 ноября 2004                                                        | Альгирдас Миколас Бразаускас (1932—2010) лит. Algirdas Mykolas Brazauskas       | 14 декабря 2004 | 2004            | | Социал-демократическая партия Литвы в коалиции с Новым союзом (социал-либералы)                                                                                              | Бразаускас (I) | [ 35 ] |
| 28 (II) | 14 декабря 2004                                                       | Альгирдас Миколас Бразаускас (1932—2010) лит. Algirdas Mykolas Brazauskas       | 1 июня 2006     | 2004            | Социал-демократическая партия Литвы в коалиции с Партией труда, Новым союзом (социал-либералы) и Союзом крестьян и зелёных Литвы                                                                                         | Бразаускас (II) |                | [ 35 ] |
| и. о.   |                                                                       | Зигмантас Бальчитис (1953—) лит. Zigmantas Balčytis                             | 1 июня 2006     | 2004            | Социал-демократическая партия Литвы в коалиции с Партией труда, Новым союзом (социал-либералы) и Союзом крестьян и зелёных Литвы                                                                                         | Бразаускас (II) | 18 июля 2006   | [ 36 ] |
| 29      |                                                                       | Гедиминас Киркилас (1951—2024) лит. Gediminas Kirkilas                          | 18 июля 2006    | 2004            | 17 ноября 2008 | Социал-демократическая партия Литвы в коалиции с Новым союзом (социал-либералы), Союзом либералов и центра, Союзом крестьян и зелёных Литвы и Партией гражданской демократии | Киркилас       | [ 37 ] |
| и. о.   | 17 ноября 2008                                                        | Гедиминас Киркилас (1951—2024) лит. Gediminas Kirkilas                          | 9 декабря 2008  | 2008            | | Социал-демократическая партия Литвы в коалиции с Новым союзом (социал-либералы), Союзом либералов и центра, Союзом крестьян и зелёных Литвы и Партией гражданской демократии | Киркилас       | [ 37 ] |
| 27 (II) |                                                                       | Андрюс Кубилюс (1956—) лит. Andrius Kubilius                                    | 9 декабря 2008  | 2008            | 13 декабря 2012 | Союз Отечества — Литовские христианские демократы в коалиции с Партией национального возрождения, Движением либералов и Союзом либералов и центра                            | Кубилюс (II)   | [ 33 ] |
| 30      |                                                                       | Альгирдас Буткявичюс (1958—) лит. Algirdas Butkevičius                          | 13 декабря 2012 | 13 декабря 2016 | Социал-демократическая партия Литвы в коалиции с партией «Порядок и справедливость» и Партией труда | 2012 | Буткявичюс     | [ 38 ] |
| 31      |                                                                       | Саулюс Сквернялис (1970—) лит. Saulius Skvernelis                               | 13 декабря 2016 | 11 декабря 2020 | беспартийный поддержан Союзом крестьян и зелёных Литвы в коалиции с Социал-демократической партией Литвы, Социал-демократической трудовой партией Литвы и Избирательной акцией поляков Литвы — Союзом христианских семей | 2016 | Сквернялис     | [ 39 ] |
| 32      |                                                                       | Ингрида Шимоните (1974—) лит. Ingrida Šimonytė                                  | 11 декабря 2020 | 12 декабря 2024 | беспартийная поддержана коалицией Союза Отечества — Литовских христианских демократов, Движения либералов и Партии свободы                                                                                               | 2020 | Шимоните       | [ 40 ] |
|         | Союз Отечества — Литовские христианские демократы (в той же коалиции) | Ингрида Шимоните (1974—) лит. Ingrida Šimonytė                                  | 11 декабря 2020 | 12 декабря 2024 | | 2020 | Шимоните       | [ 40 ] |
| 33      |                                                                       | Гинтаутас Палуцкас (1979—) лит. Gintautas Paluckas                              | 12 декабря 2024 | 4 августа 2025  | Социал-демократическая партия Литвы в коалиции с Демократическим союзом «Во имя Литвы» и при поддержке партии «Заря над Неманом»                                                                                         | 2024 | Палуцкас       | [ 41 ] |
| и. о.   |                                                                       | Римантас Шаджюс (1960—) лит. Rimantas Šadžius                                   | 4 августа 2025  | действующий     | Социал-демократическая партия Литвы в коалиции с Демократическим союзом «Во имя Литвы» и при поддержке партии «Заря над Неманом»                                                                                         | 2024 | Палуцкас       | [ 42 ] |

## Ранние повстанческие и подпротекторатные правительства
В XVIII и XIX веках в литовских землях неоднократно возникали крупные повстанческие движения, провозглашавшие восстановление национального литовского государства, а потому формировавшие различного рода национальные правительства, фактически осуществлявшие исполнительную власть на контролируемой территории. Кроме того, в период Отечественной войны 1812 года на территории Литвы существовало Великое княжество Литовское под протекторатом Франции, правительство которого также воспринималось литовцами как национальное.

### Восстание Костюшко (1794)
Восстание Тадеуша Костюшко (пол. Powstanie kościuszkowskie) — восстание на территории Речи Посполитой (1794 год), включавшей на тот момент части современных польских, белорусских, украинских, литовских и латвийских земель. Конституция, провозглашённая на Великом сейме 3 мая 1791 года, вызвала недовольство среди магнатов и шляхты. На съезде в Тарговице они объявили конституцию нелегитимной и образовали конфедерацию для борьбы с королём Станиславом. После принятия императрицей Екатериной II под покровительство конфедератов началась русско-польская война, и вскоре король подчинился требованиям конфедератов. Однако часть польской шляхты подготовила и начала восстание, предводителем которого был избран Тадеуш Костюшко. Тем временем в Великом княжестве Литовском (ВКЛ) 16 апреля началось выступление армейских бригад, расквартированных в Шавлях. В ночь с 23 на 24 апреля повстанцы взяли Вильно, где 24 апреля жителями города был провозглашён Акт восстания, лидер мятежа Якуб Ясинский назначен верховным главнокомандующим вооружённых сил восставших, а для управления Вильно и прилегающими территориями дворянами образовано повстанческое правительство — Высший литовский национальный совет (пол. Rada Najwyższa Narodu Litewskiego, лит. Lietuvos tautinė aukščiausioji taryba), объявивший 1 мая о присоединении ВКЛ к Польскому восстанию. Однако независимая политика Совета вызвала недовольство среди лидеров этого восстания и умеренных литовских повстанцев. 21 мая Тадеуш Костюшко призвал распустить Совет, который провёл своё последнее заседание 11 июня.
12 июня 1794 года Тадеуш Костюшко назначил новый орган гражданской власти в регионе — Центральную депутацию (пол. Deputacja Centralna Wielkiego Księstwa Litewskiego, лит. Lietuvos Didžiosios Kunigaikštystės centro deputacija) — коллегиальный орган, состоявший из 7 депутатов и 21 заместителя и фактически выступавший посредником между восставшими в уездах ВКЛ властями — административными комиссиями — и польским Высшим национальным советом, с которым должен был согласовывать свои решения. На первом этапе, когда инициатива находилась в руках повстанцев (23 апреля — 25 июня), восстание охватило всю территорию ВКЛ в границах 1793 года. На втором этапе (26 июня — 11 августа), после победоносной для России битвы под Солами, русские войска усилили наступление, и 12 августа Вильно капитулировал. Большинство членов Центральной депутации отступили в Гродно и Ковно. Третий, заключительный этап (12 августа — 30 сентября) характеризовался поражением восставших. После захвата русской армией Ковно 10 сентября повстанцы отступили в сторону Варшавы, однако были разбиты под городом. К середине октября русские войска заняли территорию Литвы до Неманы, а к концу месяца прусская армия захватила Занеманье. 25 октября была подписана капитуляция восставших.
| Портрет | Имя (годы жизни)                                                                       | Полномочия     | Полномочия     | Кабинет                                             | Наименование должности | Пр.    |
| Портрет | Имя (годы жизни)                                                                       | Начало         | Окончание      | Кабинет                                             | Наименование должности | Пр.    |
| ------- | -------------------------------------------------------------------------------------- | -------------- | -------------- | --------------------------------------------------- | --- | ------ |
|         | Якуб Ясинский (1761—1794) пол. Jakub Jasiński лит. Jokūbas Jasinskis                   | 24 апреля 1794 | 11 июня 1794   | Высший литовский национальный совет                 | Председатель Высшего литовского национального совета пол. Prezes Rady Najwyższej Narodu Litewskiego лит. Lietuvos tautinės aukščiausiosios tarybos pirmininkas | [ 50 ] |
|         | Ежи Бялопиотрович (1740—1812) пол. Jerzy Białopiotrowicz лит. Jerzy Białopiotrowiczius | 12 июня 1794   | 4 октября 1794 | Центральная депутация Великого княжества Литовского | Руководитель Отдела военных потребностей пол. Kierownik Wydziału Potrzeb Wojskowych лит. Kariuomenės aprūpinimo departamento vadovas                           | [ 48 ] |
|         | Валентий Гурецкий (ок. 1740—1812) пол. Walenty Gorecki лит. Walenty Góreckis           | 12 июня 1794   | 4 октября 1794 | Центральная депутация Великого княжества Литовского | Руководитель Отдела безопасности пол. Kierownik Wydziału Bezpieczeństwa лит. Saugumo departamento vadovas                                                      | [ 48 ] |
|         | Станислав Мирский (1756—1805) пол. Stanisław Mirski лит. Stanisławas Mirskis           | 12 июня 1794   | 4 октября 1794 | Центральная депутация Великого княжества Литовского | Руководитель Отдела юстиции пол. Kierownik Wydziału Sprawiedliwości лит. Teisėtvarkos departamento vadovas                                                     | [ 48 ] |
|         | Бенедикт Морикони (ок. 1750—1812) пол. Benedykt Morykoni лит. Benediktas Morikonis     | 12 июня 1794   | 4 октября 1794 | Центральная депутация Великого княжества Литовского | Руководитель Отдела продовольствия пол. Kierownik Wydziału Żywności лит. Maisto departamento vadovas                                                           | [ 48 ] |
|         | Юзеф Неселовский (1728—1814) пол. Józef Niesiołowski лит. Józefas Niesiołowskis        | 12 июня 1794   | 4 октября 1794 | Центральная депутация Великого княжества Литовского | Руководитель Отдела казначейства пол. Kierownik Wydziału Skarbu лит. Iždo departamento vadovas                                                                 | [ 48 ] |
|         | Давид Пильховский (1735—1803) пол. Dawid Pilchowski лит. Dawidas Pilchowskis           | 12 июня 1794   | 4 октября 1794 | Центральная депутация Великого княжества Литовского | Руководитель Отдела национального образования пол. Kierownik Wydziału Instrukcji Narodowej лит. Švietimo departamento vadovas                                  | [ 48 ] |
|         | Антоний Тизенгауз (1756—1816) пол. Antoni Tyzenhauz лит. Antanas Tyzenhauzas           | 12 июня 1794   | 4 октября 1794 | Центральная депутация Великого княжества Литовского | Руководитель Отдела порядка пол. Kierownik Wydziału Porządku лит. Ryšių departamento vadovas                                                                   | [ 48 ] |

### Великое княжество Литовское (1812)
В июне 1812 года в ходе вторжения наполеоновских войск в Россию французская армия заняла Виленскую губернию. 1 июля указом императора Наполеона I на территории Виленской, Гродненской и Минской губерний создано Великое княжество Литовское (пол. Wielkie Księstwo Litewskie). Высшим органом гражданского управления стала Комиссия Временного правительства (пол. Komisja Tymczasowego Rządu Litewskiego) с центром в Вильно. По приказу французского императора в городах княжества создавалась национальная гвардия, началось формирование литовской жандармерии. Однако в результате успешного контрнаступления российских войск, которые к концу ноября заняли почти всю территорию Великого княжества Литовского, 9 декабря члены Комиссии Временного правительства покинули Вильно, в который на следующий день вступили российские войска — французская власть в регионе была ликвидирована.
| Портрет | Имя (годы жизни)                                                                                          | Полномочия      | Полномочия      | Кабинет                                 | Наименование должности | Пр.    |
| Портрет | Имя (годы жизни)                                                                                          | Начало          | Окончание       | Кабинет                                 | Наименование должности | Пр.    |
| ------- | --- | --------------- | --------------- | --------------------------------------- | --- | ------ |
|         | Юзеф Сераковский (1765—1831) пол. Józef Sierakowski лит. Juzefas Sierakauskas                             | 2 июля 1812     | 18 июля 1812    | Комиссия Временного правительства Литвы | Председательствующий в Комиссии Временного правительства Литвы пол. Prezydujący Komisji Tymczasowego Rządu Litewskiego фр. Président de la Commission du gouvernement provisoire de la Lithuanie | [ 52 ] |
|         | Станислав Пересвет-Солтан (1756—1836) пол. Stanisław Pereświet-Sołtan лит. Stanislovas Peresviet-Soltanas | 18 июля 1812    | 28 августа 1812 | Комиссия Временного правительства Литвы | Председатель Комиссии Временного правительства Литвы пол. Prezes Komisji Tymczasowego Rządu Litewskiego фр. Président de la Commission du gouvernement provisoire de la Lithuanie                | [ 52 ] |
|         | Дидерик ван Хогендорп (1761—1822) нидерл. Diderik van Hogendorp лит. Diderikas van Hogendorpas            | 28 августа 1812 | 8 декабря 1812  | Комиссия Временного правительства Литвы | Председатель Комиссии Временного правительства Литвы пол. Prezes Komisji Tymczasowego Rządu Litewskiego фр. Président de la Commission du gouvernement provisoire de la Lithuanie                | [ 52 ] |

### Ноябрьское восстание (1830—1831)
В 1830 году, на фоне начавшегося в Царстве Польском Ноябрьского восстания (пол. Powstanie listopadowe), в Литве стали распространяться присланные из Польши листовки с призывами к выступлению против Российской империи. Чтобы предотвратить распространение восстания, российские власти 19 ноября (1 декабря) 1830 года ввели военное положение в Виленской, Гродненской и Минской губерниях. Были начаты аресты подозреваемых в подготовке мятежа, конфисковывали оружие.
В январе 1831 года в Вильно был образован Главный комитет (пол. Komitet Główny) для координации действий повстанцев. Подпольные комитеты появлялись и в уездах. 14 (26) марта восстание началось с захвата Россиен, где была организована временная власть. Вскоре движение охватило значительную часть Литвы, за исключением крупных городов. В апреле повстанцы предприняли попытку овладеть Вильно, но она была отбита российской армией. К концу мая имперские войска заняли ключевые города и районы Литвы.
В июне 1831 года в Литву из Польши прибыли отряды командующего восстанием Антония Гелгуда, который 30 мая (11 июня) вместо Главного комитета сформировал Временное польское центральное правительство в Литве (пол. Tymczasowy Rząd Polski Centralny na Litwie), однако уже к июлю основные повстанческие отряды были уничтожены или отступили в Пруссию.
| Портрет | Имя (годы жизни)                                                            | Полномочия            | Полномочия            | Кабинет                                              | Наименование должности | Пр.    |
| Портрет | Имя (годы жизни)                                                            | Начало                | Окончание             | Кабинет                                              | Наименование должности | Пр.    |
| ------- | --------------------------------------------------------------------------- | --------------------- | --------------------- | ---------------------------------------------------- | --- | ------ |
|         | Антоний Горецкий (1787—1861) пол. Antoni Gorecki лит. Antonis Gorèckis      | 14 (26) марта 1831    | 30 мая (11 июня) 1831 | Главный комитет                                      | Председатель Главного комитета пол. Prezes Komitetu Głównego лит. Vyriausiojo komiteto pirmininkas | [ 54 ] |
|         | Тадеуш Тышкевич (1774—1852) пол. Tadeusz Tyszkiewicz лит. Tadas Tiškevičius | 30 мая (11 июня) 1831 | 27 июня (9 июля) 1831 | Временное польское центральное правительство в Литве | Председатель Временного польского центрального правительства в Литве пол. Prezes Rządu Polskiego Centralnego Tymczasowego w Litwie лит. Laikinosios Lenkijos centrinės vyriausybės Lietuvoje pirmininkas | [ 55 ] |

### Январское восстание (1863—1864)
Польское восстание 1863 года, или Январское восстание (пол. Powstanie styczniowe) — шляхетское восстание на землях бывшей Речи Посполитой, отошедших к Российской империи, а именно в Царстве Польском, Северо-Западном крае и на Волыни.
Руководящим центром подготовки восстания в Северо-Западном крае являлся Литовский провинциальный комитет (ЛПК, пол. Komitet Prowincjonalny Litewski), сигналом к его началу послужил обнародованный 20 января (1 февраля) 1863 года манифест, объявлявший ЛПК Временным провинциальным правительством Литвы и Беларуси (пол. Prowincjonalny Rząd Tymczasowy na Litwie i Białorusi).
Однако фракция «белых» (консервативно-либеральная часть восставших), недовольная политической программой ЛПК (объявившего курс на аграрную революцию), стремилась устранить влияние ЛПК и революционных демократов («красных»): для руководства восстанием в Литве и Беларуси польское Временное национальное правительство при поддержке литовских белых в марте 1863 года создало Отдел управления провинциями Литвы (пол. Wydział Zarządzający Prowincjami Litwy), но уже в июне было сформировано коалиционное правительство белых и красных — Исполнительный отдел Литвы (пол. Wydział Wykonawczy na Litwie, под руководством белого Якуба Гейштора). После ареста Гейштора в августе Отдел возглавил красный — Константин Калиновский, который, однако, также был арестован российскими властями 29 января (10 февраля) 1864 года — организованное восстание в Литве было подавлено.
| Портрет           | Имя (годы жизни)                                                                                                  | Полномочия                 | Полномочия                 | Кабинет | Наименование должности | Пр.    |
| Портрет           | Имя (годы жизни)                                                                                                  | Начало                     | Окончание                  | Кабинет | Наименование должности | Пр.    |
| ----------------- | --- | -------------------------- | -------------------------- | --- | --- | ------ |
|                   | Викентий Константин Калиновский (1838—1864) пол. Wincenty Konstanty Kalinowski бел. Вінцэнт-Канстанцін Каліноўскі | 20 января (1 февраля) 1863 | 27 февраля (11 марта) 1863 | Временное провинциальное правительство Литвы и Беларуси                                                                                       | Председатель Временного провинциального правительства Литвы и Беларуси пол. Prezes Prowincjonalnego Rządu Tymczasowego na Litwie i Białorusi лит. Lietuvos ir Baltarusijos provincijų laikinosios vyriausybės pirmininkas | [ 57 ] |
|                   | Якуб Вильгельм Гейштор (1827—1897) пол. Jakub Wilhelm Gieysztor лит. Jokūbas Vilhelmas Geištoras                  | 27 февраля (11 марта) 1863 | 14 (26) июня 1863          | Отдел управления провинциями Литвы | Председатель Отдела управления провинциями Литвы пол. Prezes Wydziału Zarządzającego Prowincjami Litwy лит. Lietuvos provincijų valdymo skyriaus pirmininkas                                                              | [ 58 ] |
| 14 (26) июня 1863 | Якуб Вильгельм Гейштор (1827—1897) пол. Jakub Wilhelm Gieysztor лит. Jokūbas Vilhelmas Geištoras                  | 31 июля (12 августа) 1863  | Исполнительный отдел Литвы | Председатель Исполнительного отдела Литвы пол. Prezes Wydziału Wykonawczego na Litwie лит. Lietuvos provincijų vykdomojo skyriaus pirmininkas | | [ 58 ] |
|                   | Викентий Константин Калиновский (1838—1864) пол. Wincenty Konstanty Kalinowski бел. Вінцэнт-Канстанцін Каліноўскі | 31 июля (12 августа) 1863  | Исполнительный отдел Литвы | Председатель Исполнительного отдела Литвы пол. Prezes Wydziału Wykonawczego na Litwie лит. Lietuvos provincijų vykdomojo skyriaus pirmininkas | 29 января (10 февраля) 1864 | [ 57 ] |